# Thlaspi oxyceras
Thlaspi oxyceras är en korsblommig växtart som först beskrevs av Pierre Edmond Boissier, och fick sitt nu gällande namn av Ian Charleson Hedge. Thlaspi oxyceras ingår i släktet skärvfrön, och familjen korsblommiga växter. Inga underarter finns listade i Catalogue of Life.